# МАЗ-5337
МАЗ-5337 — бортовий автомобіль з колісною формулою 4х2, що випускається Мінським автозаводом з 1987 року. Кузов автомобіля - металева платформа з бічними і заднім бортами. Бічний борт складається з двох частин. Настил підлоги - дерев'яний. Кабіна - двомісна, відкидається вперед за допомогою гідроциліндра з ручним насосом. Сидіння водія - підресорене, регулюється по довжині, висоті, нахилу подушки і спинки. 
Основний причіп МАЗ-8926.

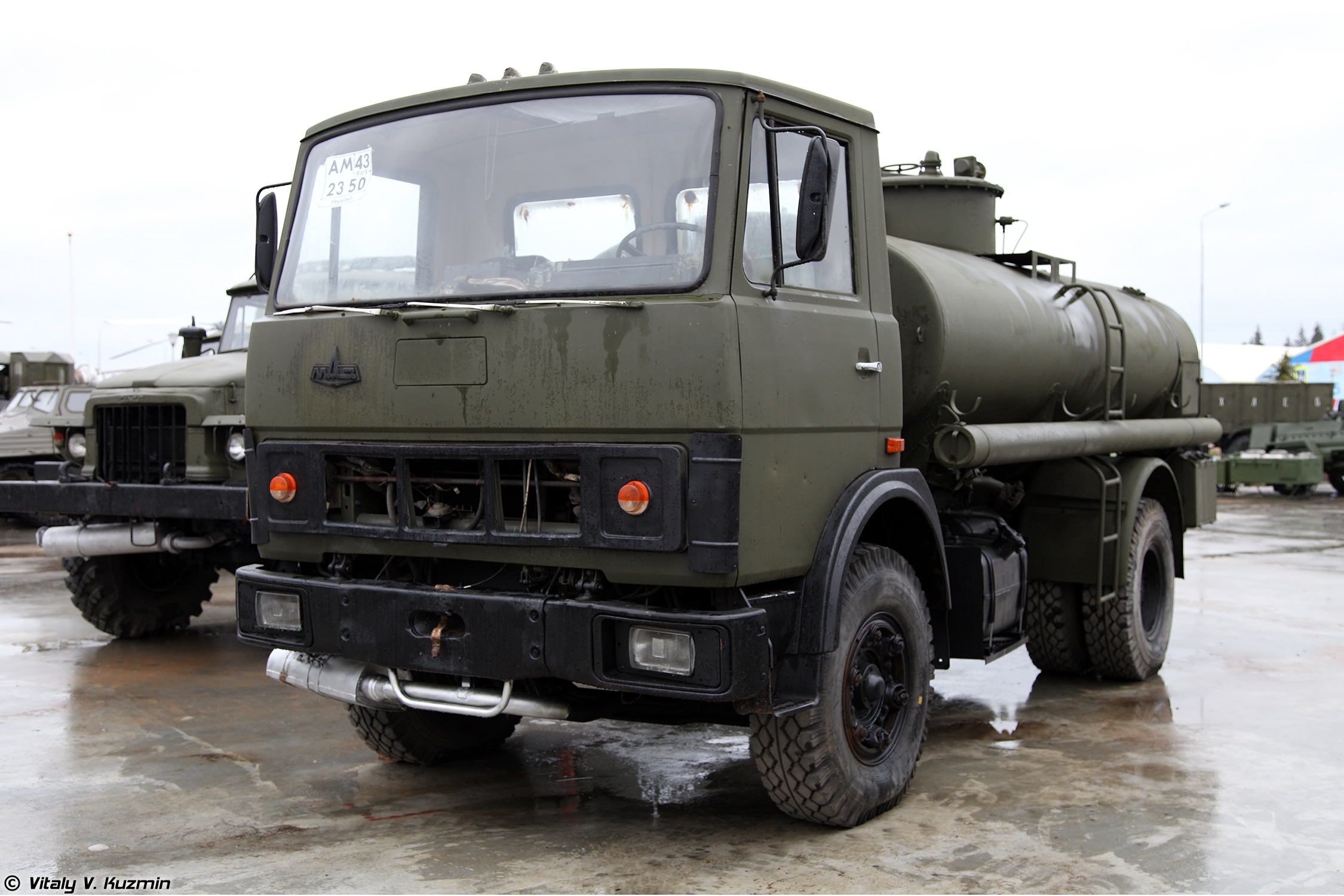
Паливозаправник на шасі МАЗ-5337

Зовнішня відмінність від моделі МАЗ-5336 полягає у використанні кабіни без спального місця. Також автомобілі відрізняються використовуваними двигунами (на МАЗ-5337 встановлювався 6-циліндровий ЯМЗ-236М2 об'ємом 11,15 л потужністю 180 к.с.). 
Випускався і варіант з "довгою" кабіною, що носив позначення 53371-29.
Випускаються також шасі МАЗ-5337 вантажопідйомністю 9850 кг, призначене для установки різних кузовів і обладнання та МАЗ-533701 (виконання "ХЛ") для холодного клімату (до мінус 60°С).